# Martin Putze
Martin Putze (n. 14 ianuarie 1985, Apolda, Republica Democrată Germană, Germania) este un bober ce a reprezentat Germania, medaliat olimpic. A participat la 3 ediții ale Jocurilor Olimpice (2006, 2010, 2014) în care a câștigat o medalie de aur și o medalie de argint.